# 泉川寛喜
泉川 寛喜（いずみかわ かんき、1908年4月16日 - 1967年11月1日） は、剛柔流を学んだ空手の達人。神奈川県川崎市に本部を置き、東京、大阪、大田、神奈川県に支部を持つ泉武館道場の創始者。

## 来歴
沖縄県那覇で武家のもとに生まれる。
東恩納寛量の高弟許田重発(那覇テ)に師事し、宮城長順（剛柔流の創始者）と修身を受けた。
日本本土で剛柔流や比嘉世幸の伝統を広め、空手道を広めるために南米に渡り、新館県を設立。先輩学生には、荒川武仙(倫武館)、市川素水(素水館)、高頭勉(太田仙館支部長)、原田彪太朗(誠心塾)、ケネス村上(ハワイ・仙室)、吉丸京社が含まれる。
泉武館道場は1939年に設立された。
泉武館道場は泉川寛文に受け継がれ、後に泉武会と改称。寛文の死後、道場は1982年から次男の泉川勝也が三代目として受け継いでいる。日本で最も古い剛柔流道場である。